# غراند كايمان
```
جراند كايمان
 هي أكبر 
جزر كايمان
 الثلاث وموقع تمركز 
جورج تاون
 عاصمة مقاطعة جزر كايمان. 
```

## الجغرافية
تشكل جزيرة جراند كايمان 76٪ من مساحة جزر كايمان. ويبلغ طولها حوالي 35 كم (22 ميل) وعرضها 13 كم (8 ميل). ويبلغ ارتفاعها عن مستوى سطح البحر حوالي 18 م (60 قدم). 

## مناطق الجزيرة

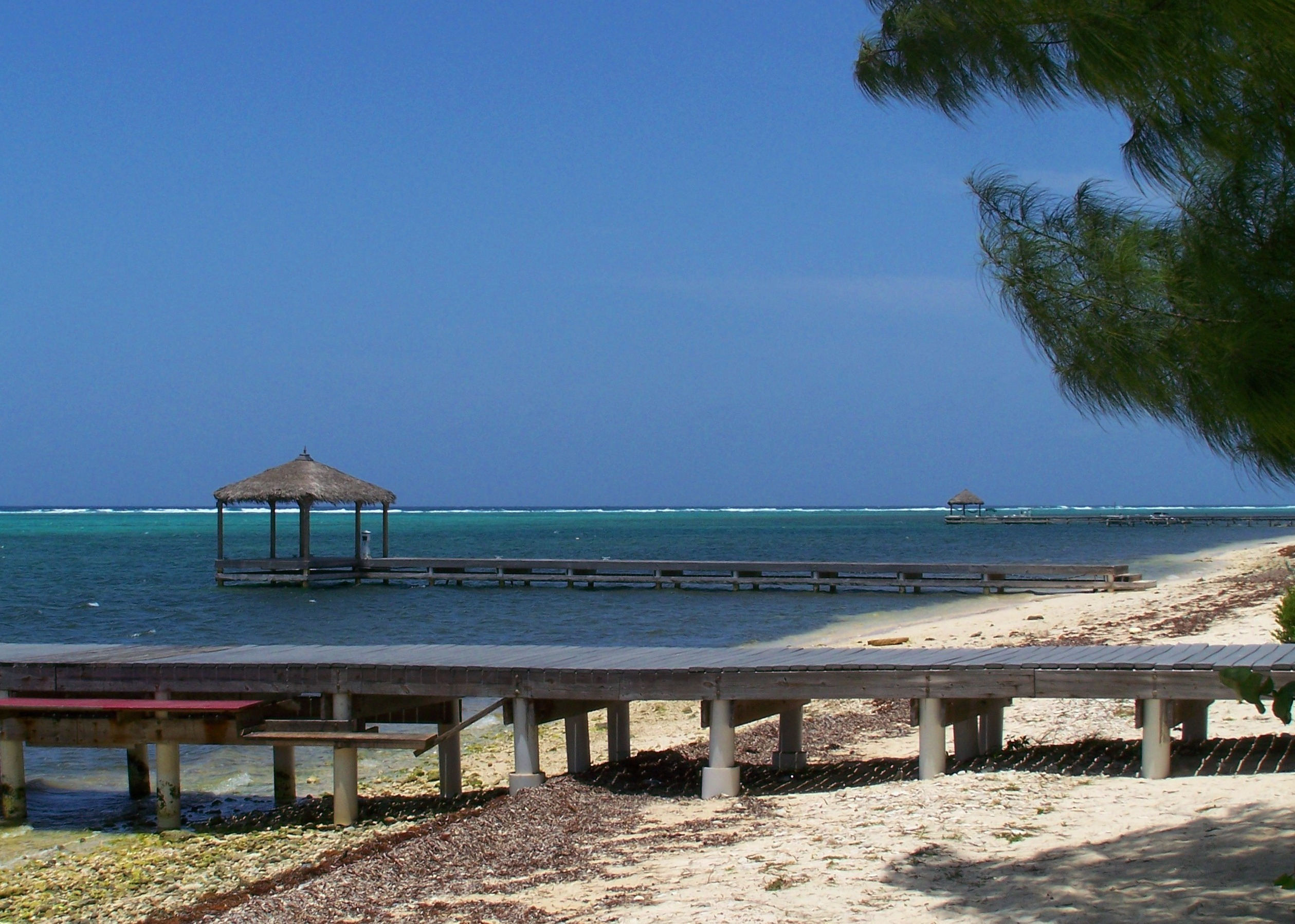
Red Bay Dock and adjacent piers, South Sound, George Town district

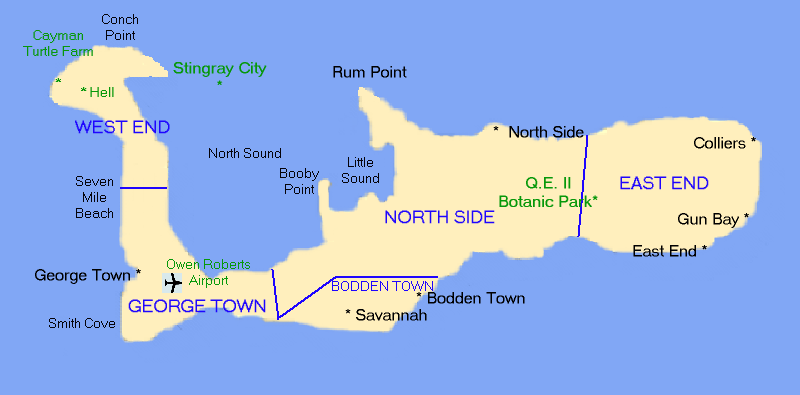
مناطق جراند كايمان، المدن، القرى، ومناطق الجذب السياحي.

تستحوذ جزيرة جراند كايمان على خمسة من مناطق جزر كايمان الست: بودن تاون، إيست ايند، جورج تاون، نورث سايد، و ويست باي. 
- بودن تاون - تأسست في عام 1700، وتضم الجزء المركزي من جزيرة جراند كايمان. كانت قرية بودن تاون هي العاصمة الأصلية لجزر كايمان. عدد سكانها حالياً 5,764 نسمة.
- إيست ايند - تقع في الجانب الشرقي من جزيرة جراند كايمان، وتتألف في معظمها من قرية إيست ايند، والعديد من مناطق الجذب الطبيعية والمطاعم وأماكن الإقامة. عدد سكانها يبلغ 1,371 نسمة.
- جورج تاون - عاصمة جزر كايمان والمركز المشهور عالمياً للأعمال المصرفية والإستثمارات الخارجية، ويبلغ عدد سكانها حالياً 20,676 نسمة.
- نورث سايد - ويشمل كايبو، رم بوينت، وبريكرز. عدد سكانها 1,079 نسمة.
- ويست باي - تضم العديد من مناطق الجذب السياحي بما في ذلك مزرعة سلحفاة كايمان المائية ومتحف موتور كايمان. وتضم ويت باي شاطئ 7ميل، ومنطقة هيل، وقرية ويست باي. عدد سكانها 8,243 نسمة.

## النباتات والحيوانات

### النبات

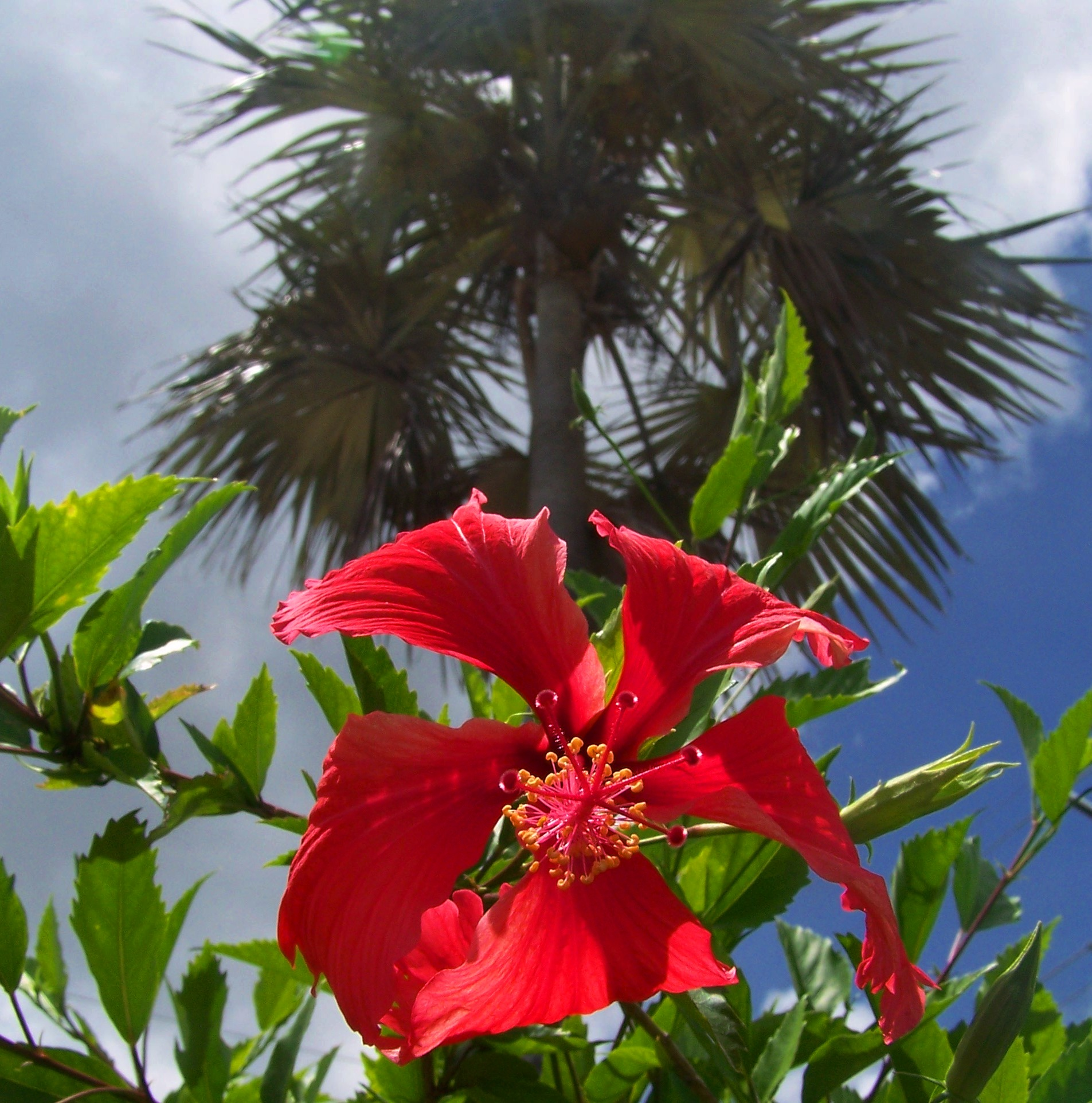
الكركدية وشجرة النخيل في جزيرة جراند كايمان

يمكن العثور على مجموعة متنوعة من الحياة النباتية في جراند كايمان في حديقة الملكة إليزابيث الثانية النباتية الواقعة في المقاطعة الشمالية مثل بساتين الموز، نبات غوست اوركيد، أشجار النخيل، البتولا الحمراء، أشجار الماهوجني، ومختلف أشجار الفاكهة مثل الافوكادو، المانجو، guinep ، السبوتة، فاكهة الخبز، والتمر الهندي. فضلاً عن أشجار جوز الهند، الكازارينا، المانجروف، وأشجار بونسيانا. 

### الحيوانات

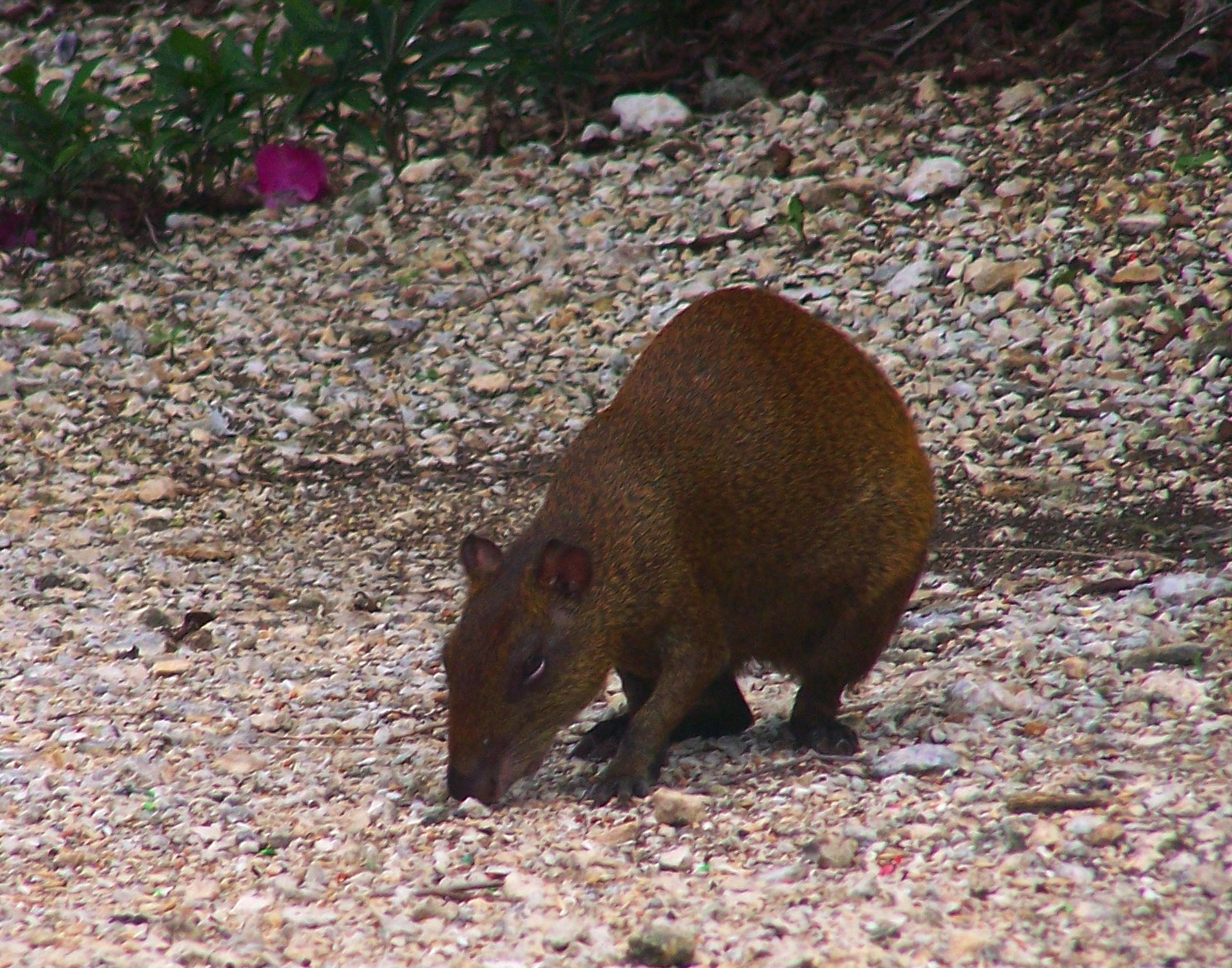
أغوطي أمريكا الوسطى في حديقة الملكة إليزابيث الثانية

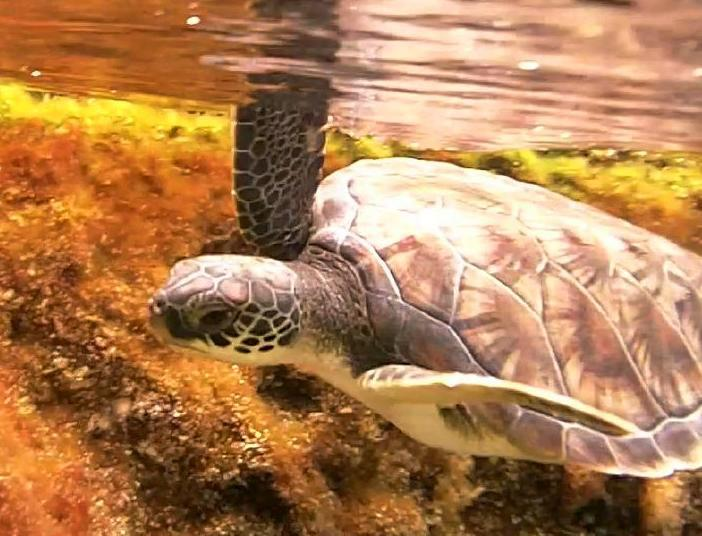
سلحفاة البحر الخضراء، من داخل مزرعة السلحفاة المائية

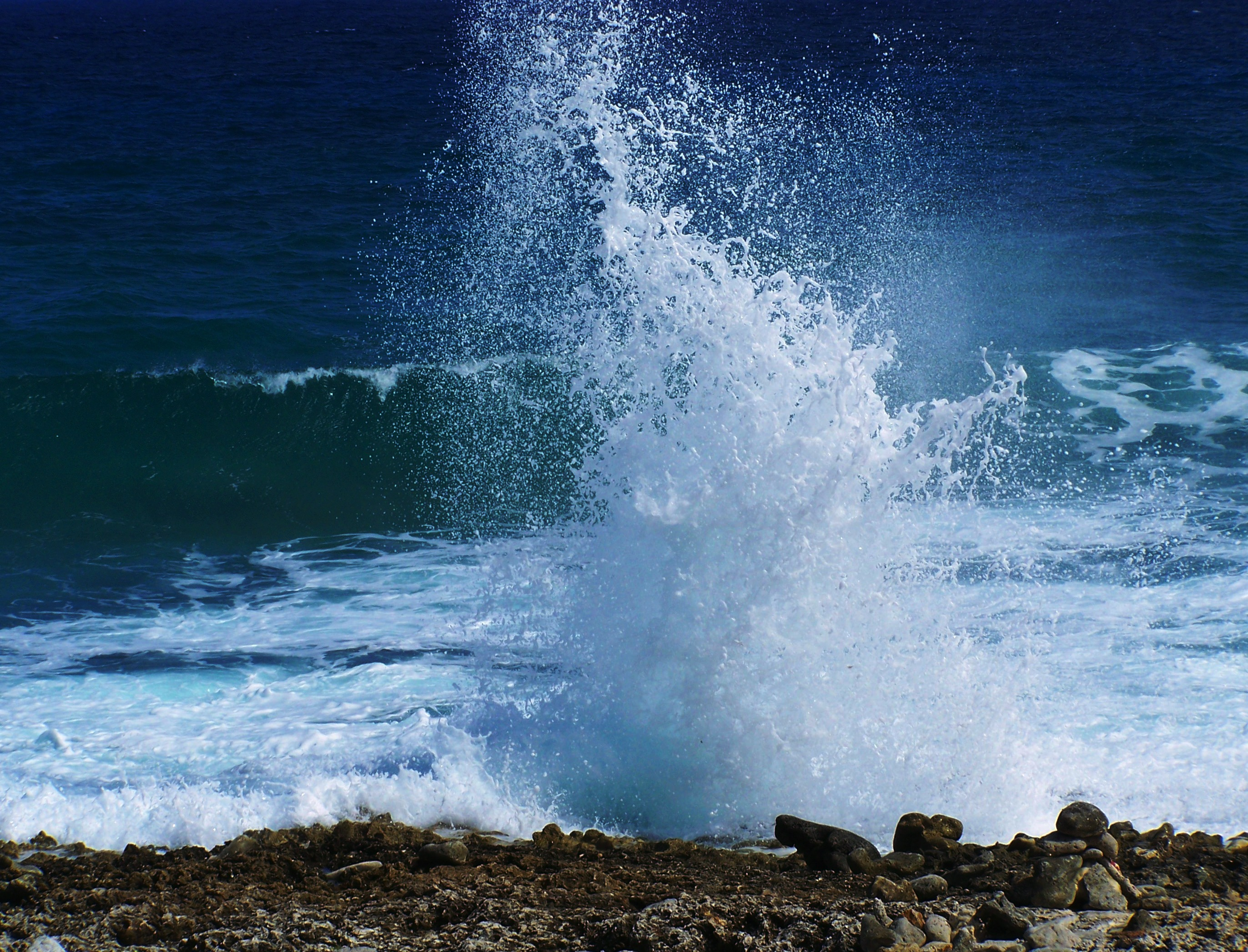
الثقب المائي Blowhole في إيست ايند

## التركيبة السكانية
من بين الجزر الثلاث، تحتوي جراند كايمان على حوالي 95٪ من سكان الإقليم الأصليين. 

## الاقتصاد

### الأعمال المصرفية الخارجية
يوجد ما يقرب من 600 بنك وشركات إتمانية في جراند كايمان، بما في ذلك 43 من أكبر 50 بنكًا في العالم.

### السياحة

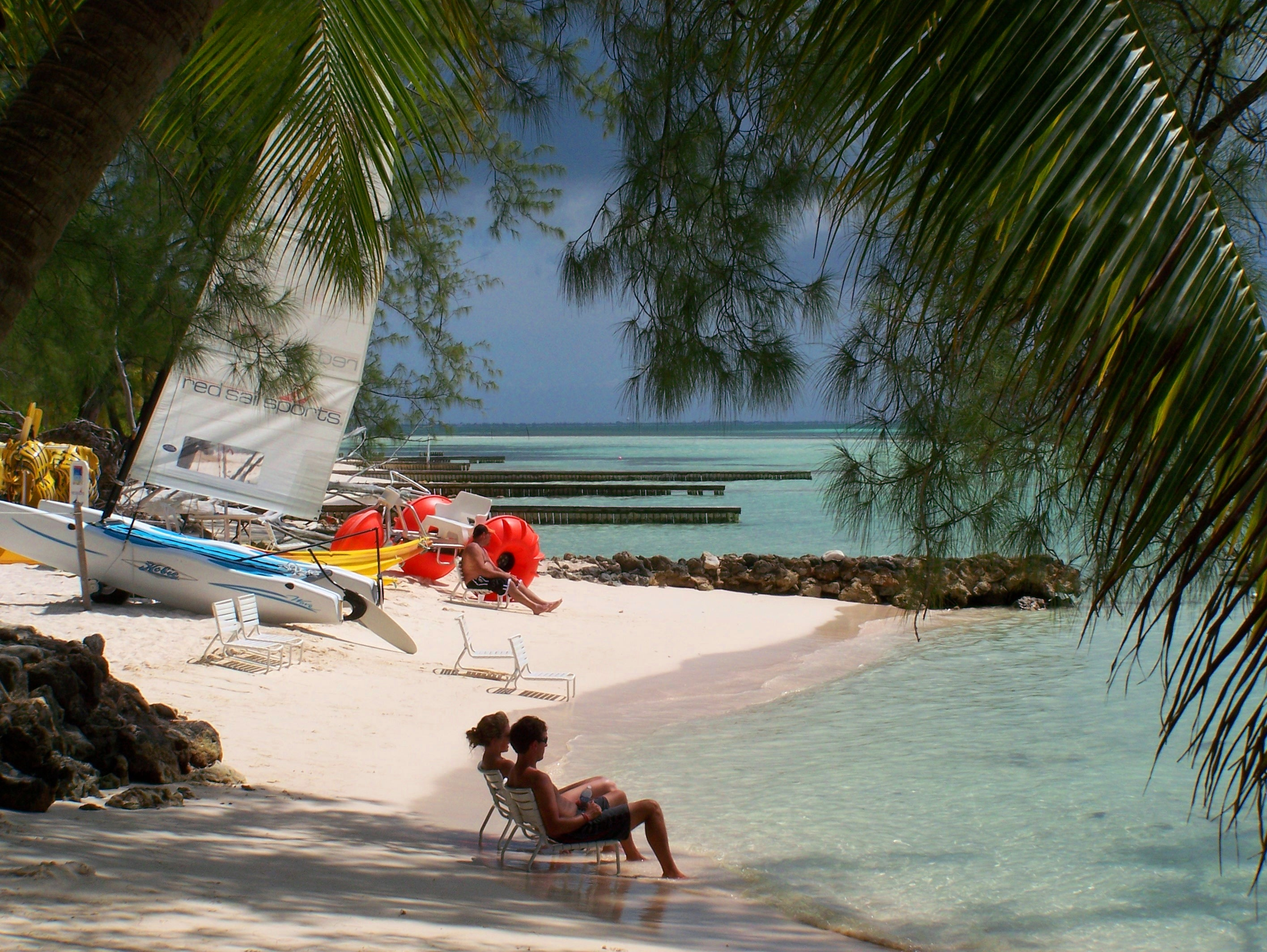
شاطئ Rum Point

تعد الرياضات المائية مثل الغوص والغطس من الأنشطة الشهيرة في جزيرة كايمان الكبرى، حيث تشتهر الجزيرة بشعابها المرجانية والجدران البحرية تحت الماء إلى جانب عدد من حطام السفن.  

## البنية التحتية
يقدم مطار أوين روبرتس الدولي في جراند كايمان خدماته للرحلات الداخلية والدولية. ويقع مقر شركة خطوط كايمان الجوية في جراند كايمان. 
يتم تقديم خدمة الكهرباء لجراند كايمان من قبل Caribbean Utilities Company Ltd.، ويقع مقر الشركة الرئيسي في شارع نورث ساوند. تعمل الكهرباء في Grand Cayman على نظام كهرباء بقدرة 120/240 فولت مزود بمنافذ كهربائية مصممة لاستيعاب قابس أمريكي بثلاثة أسنان. 
يتمتع سكان جراند كايمان بخدمات الاتصالات المقدمة من شركات C3، و Digicel، و FLOW، و Logic. 

## التعليم
تدير وزارة التعليم في جزر كايمان مدارس حكومية. 
توجد 8 مدارس ابتدائية في جراند كايمان تديرها الحكومة، مدرستين ثانويتين وجامعة حكومية. وتتواجد 12 مدرسة خاصة وجامعتين خاصتين 

## معرض صور

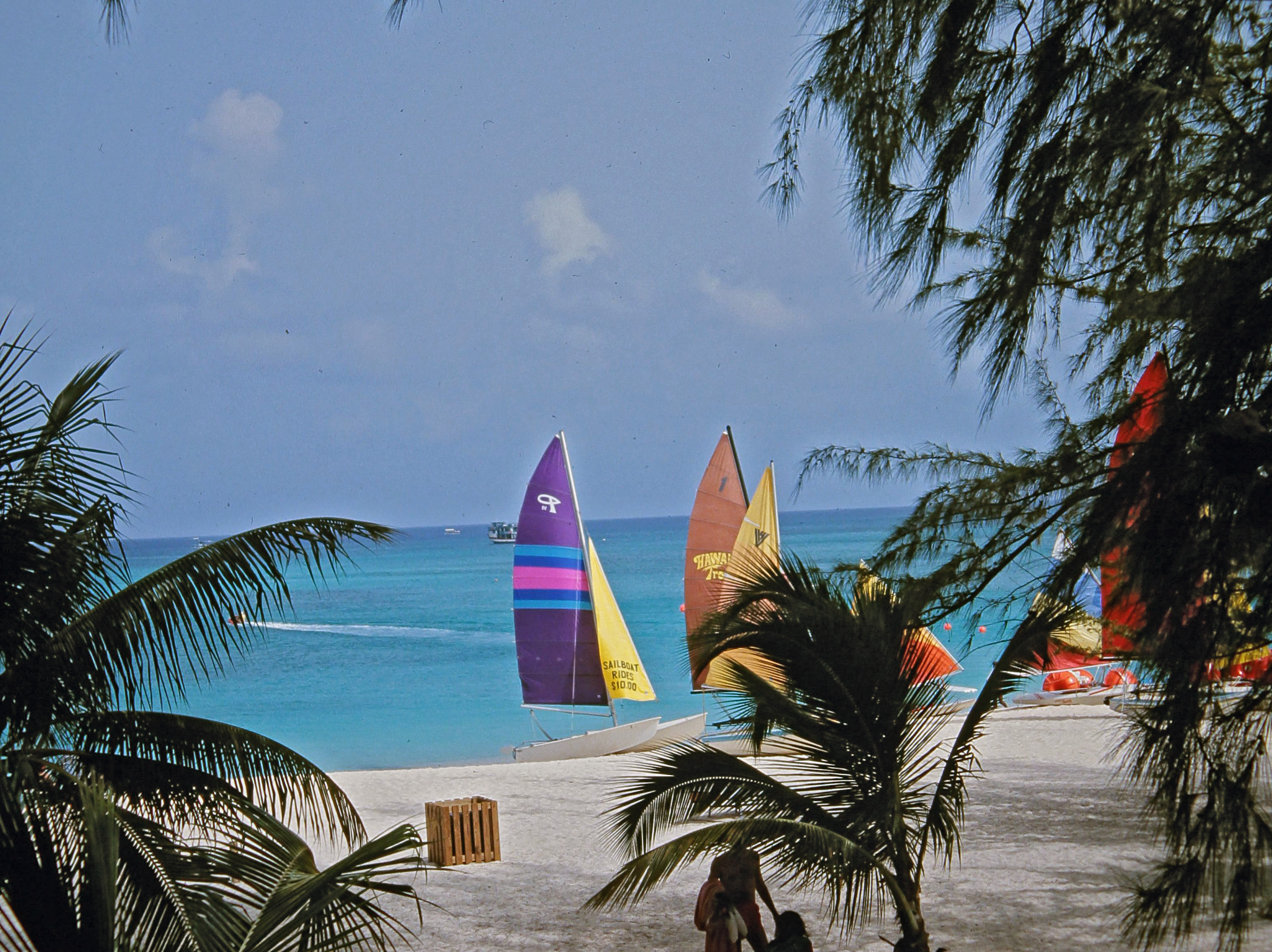
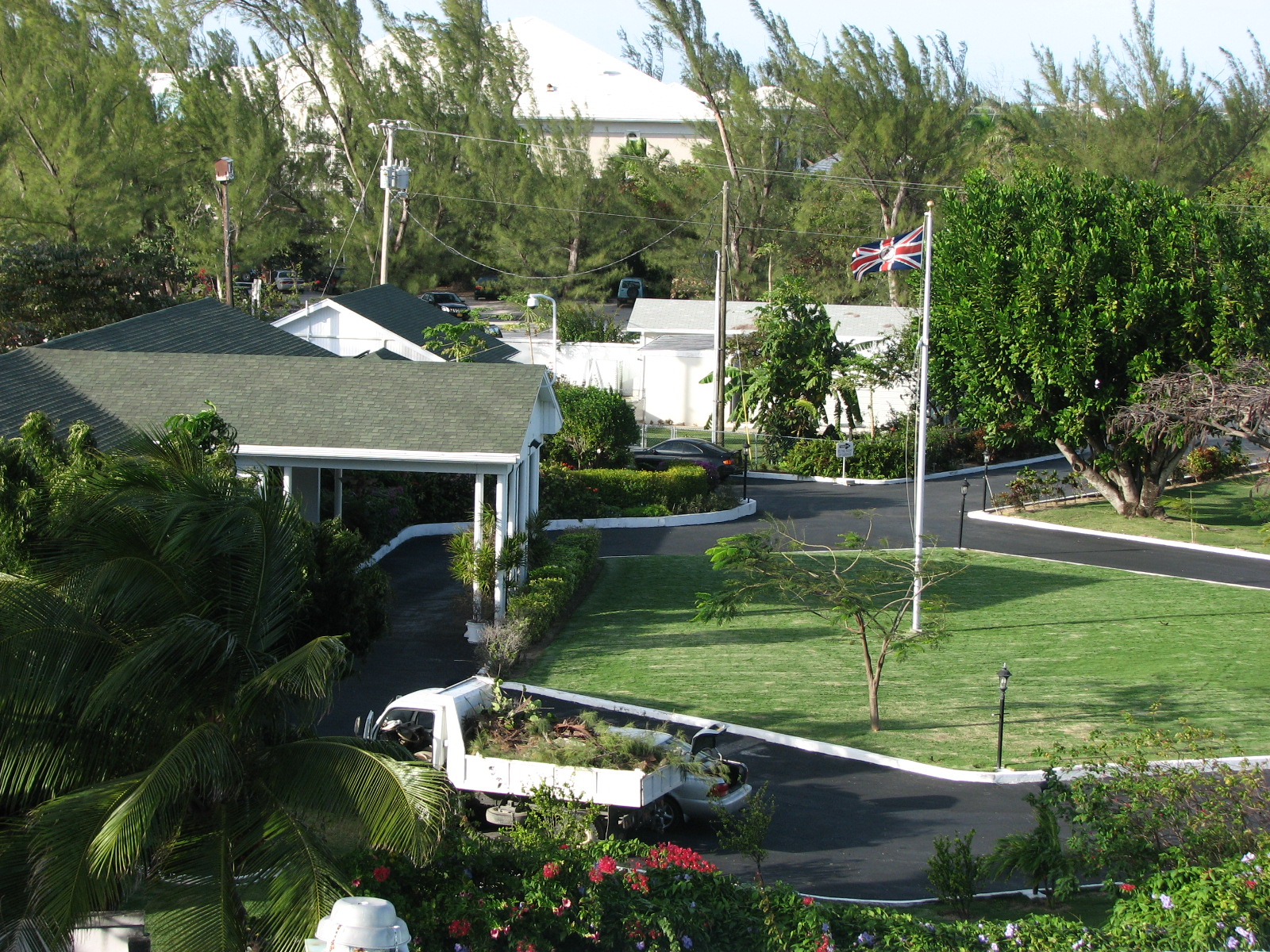
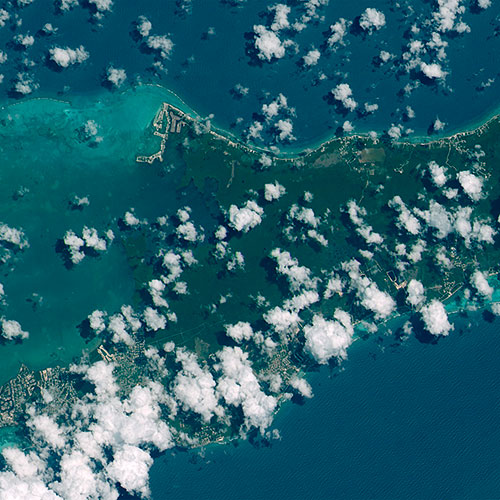
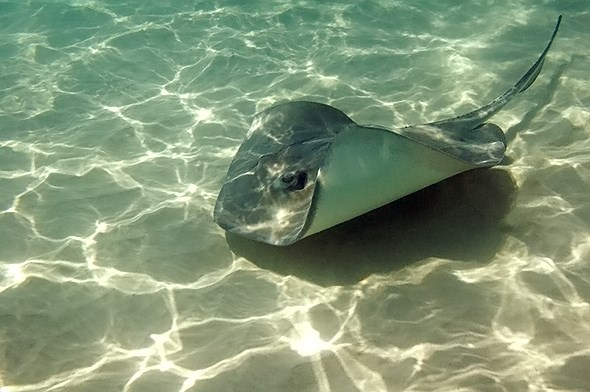